# Партия на растежа
Партия на растежа (на руски: Партия роста) е либерално-консервативна политическа партия в Русия. Партията е основана през март 2016 г., като наследява партия „Справедлива кауза“ на Борис Титов, комисар по защита правата на предприемачите при президента на Русия.

## Участия в избори

### Президентски избори
На президентските избори в Русия през 2018 г. партията издига за кандидат Борис Титов. Той се нарежда на 6-то място, за него гласуват 556 801 души (или 0,76 %).